# القتل الرحيم في أستراليا

وضع تشريعات القتل الرحيم في الولايات والأقاليم الأسترالية (اعتبارًا من 2019):
Euthanasia illegal

القانون في أستراليا يصنف القتل الرحيم أو الانتحار بمساعدة من الأمور المهمة بالنسبة لحكومات الولايات و المناطق الفيدرالية. القتل الرحيم التطوعي غير قانوني حاليًا في جميع الولايات والأقاليم، باستثناء ولاية فيكتوريا حيث يوجد مخطط للمساعدة في الموت . 
كان القتل الرحيم قانونيًا بين عامي 1996 و 1997 في الإقليم الشمالي ، إلى أن تم إقرار قانون اتحادي يلغي قانون المناطق (ويزيل حق المناطق في التشريع بشأن القتل الرحيم).  في أستراليا، يمكن للبرلمان الاتحادي نقض القوانين التي أقرتها الأقاليم، بينما تحتفظ الولايات بالحق في التشريع المستقل بشأن قضايا معينة، مثل الرعاية الصحية.  الدول التي ناقشت تشريعات القتل الرحيم وفشلت في إقرارها تشمل تسمانيا وجنوب أستراليا ونيو ساوث ويلز . 
في جميع أنحاء أستراليا، يمكن للمريض اختيار عدم تلقي أي علاج لمرض نهائي، كما يمكنه أيضًا اختيار إيقاف دعم الحياة. 

## التاريخ

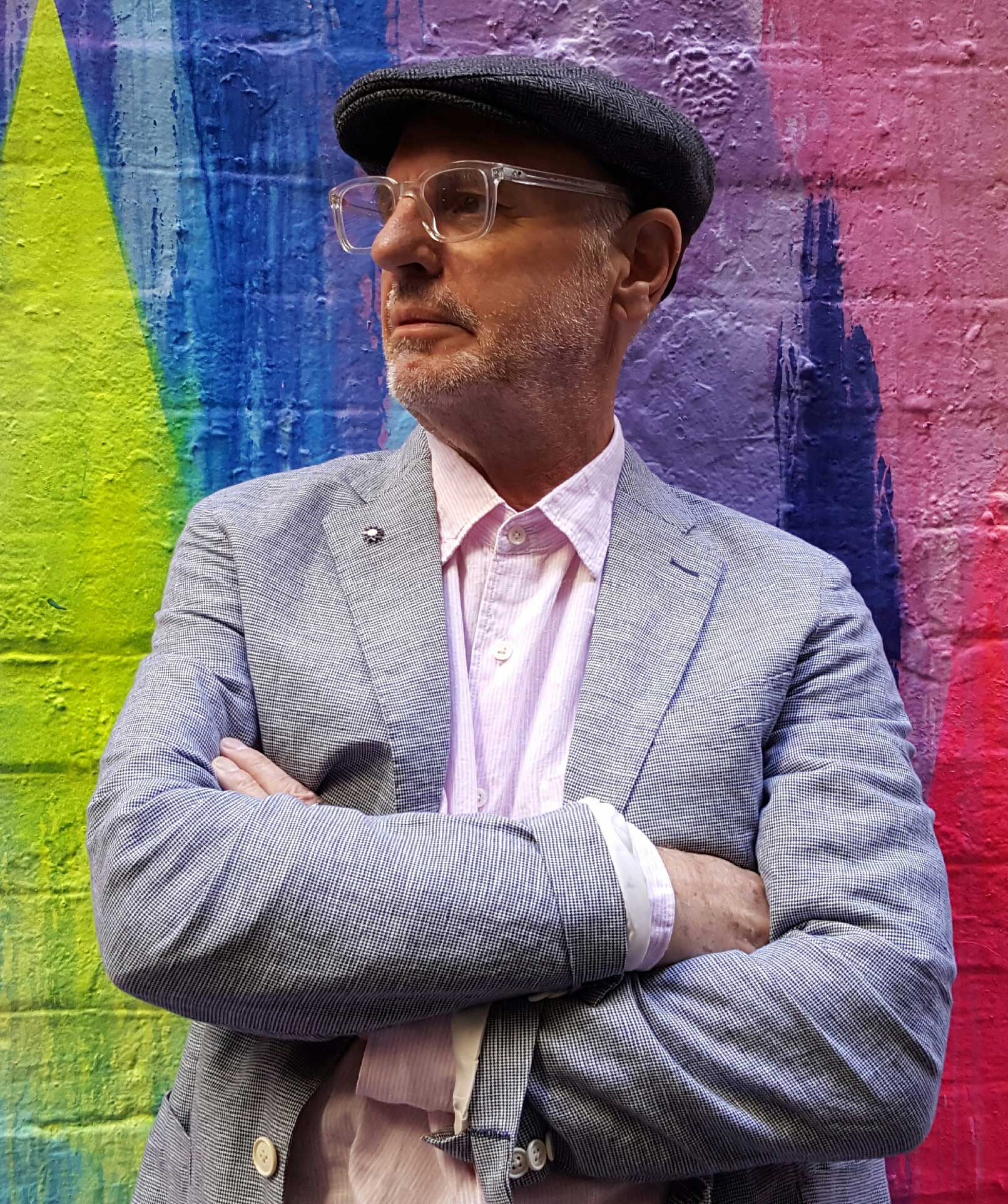
يعد فيليب نيتشك ، الطبيب والمؤلف الأسترالي، من رواد الحملات الدولية في مجال القتل الرحيم.

على الرغم من أنه عادة مايصنف القتل الرحيم والانتحار كجريمة قتل، إلا أن الملاحقات القضائية كانت نادرة. في عام 2010 ، ألغت محكمة الاستئناف الجنائية في نيو ساوث ويلز إدانة بالقتل غير العمد لامرأة من سيدني سبق أن أدينت بقتل شريكها البالغ من العمر 18 عامًا بتهمة تعاطي المخدرات القتل الرحيم.   في عام 2002 ، قامت الشرطة بالتحقيق على نطاق واسع مع الأقارب والأصدقاء الذين قدموا الدعم المعنوي لامرأة مسنة قامت بالانتحار، لكن لم توجه أي تهم. حاولت حكومة الكومنولث في وقت لاحق إعاقة القتل الرحيم مع إقرار قانون تعديل قانون العقوبات (جرائم المواد ذات الصلة بالانتحار) لعام 2004. في تسمانيا في عام 2005 ، أدينت ممرضة بالمساعدة في وفاة والدها المسن، الذي أصيب بسرطان عضال، ومحاولة قتل والدتها، التي كانت في المراحل المبكرة من الخرف.  وحُكم عليها بالسجن لمدة عامين ونصف، لكن القاضي أوقف الحكم في وقت لاحق لأنه اعتقد أن المجتمع لا يريد سجن المرأة. أثار هذا النقاش حول تجريم القتل الرحيم.  يتم دعم إلغاء تجريم القتل الرحيم في أستراليا من قبل حزب العلوم ،  حزب الخضر الأسترالي، والحزب العلماني في أستراليا، والحزب الليبرالي الديمقراطي. 